# Ponta de Pedras
Ponta de Pedras is een gemeente in de Braziliaanse deelstaat Pará. De plaats ligt op het eiland Marajó. De gemeente telt 26.445 inwoners (schatting 2009).

## Aangrenzende gemeenten
De gemeente grenst op het eiland Marajó aan Anajás, Cachoeira do Arari, Muaná en Santa Cruz do Arari,
Over het water van de baai Baía de Marajó grenst de gemeente aan Abaetetuba, Barcarena en Belém.